# جان کمبل، پنجمین دوک آرگیل
جان کمبل، پنجمین دوک آرگیل (انگلیسی: John Campbell, 5th Duke of Argyll؛ ژوئن ۱۷۲۳ – ۲۴ مه ۱۸۰۶) پرسنل نظامی و سیاستمدار اهل پادشاهی بریتانیای کبیر بود.